# Département Sud-Est
Sud-Est (deutsch Südost) ist ein Département im Süden von Haiti. Es umfasst eine Fläche von 2035 km² und hat rund 575.000 Einwohner (Stand 2015). Die Hauptstadt ist Jacmel.

## Lage
Das Département liegt an der Südküste der Insel und stößt im Osten an die Dominikanische Republik. Im Norden ist das Département Ouest Nachbar, im Westen das Département Nippes, das an einem sehr schmalen Landstreifen anstößt. Nippes liegt überwiegend an der nördlichen Küste der Halbinsel. Mit dem Süd-Département, dem eigentlichen Nachbarn im Westen, gibt es keine unmittelbare Grenze. Nach Osten stößt das Département an die Provinz und die Provinzstadt Pedernales am gleichnamigen Grenzfluss mit der Dominikanischen Republik.